# Neopeltidae
Neopeltidae é uma família de esponjas marinhas da ordem Lithistida.

## Gêneros
- Callipelta Sollas, 1888
- Daedalopelta Sollas, 1888
- Homophymia Vacelet e Vasseur, 1971
- Neopelta Schmidt, 1880